# Forty-five Minutes from Broadway
Forty-five Minutes from Broadway é um musical em três atos de George M. Cohan escrito sobre New Rochelle, Nova York.  O título refere-se à viagem de trem de 45 minutos de New Rochelle até a Broadway. 
O musical estreou em 1º de janeiro de 1906 no New Amsterdam Theatre na Broadway e teve 90 apresentações antes de encerrar em 17 de março. O papel de Mary Jane Jenkins foi criado por Fay Templeton e Kid Burns foi interpretado por Victor Moore. O musical reabriu no mesmo ano, no dia 5 de novembro, no New York Theatre com o elenco quase inalterado. Ele tocou lá por mais 32 apresentações antes de fechar em 1º de dezembro. Seu único revival na Broadway depois disso foi de 14 de março a 13 de abril de 1912 no George M. Cohan's Theatre, onde teve 36 apresentações com um elenco diferente.
A peça é lembrada por diversas canções, como a canção-título, "Forty-five Minutes from Broadway", originalmente cantada por Moore, e por músicas sobre sua personagem principal, "Mary Is a Grand Old Name" e "So Long Mary ", ambas cantadas na produção original de Templeton, que foram apresentadas em recriações da peça original do filme Yankee Doodle Dandy de 1942.

## Letra
Only forty-five minutes from Broadway
Think of the changes it brings
For the short time it takes
What a diff'rence it makes
In the ways of the people and things
Oh, what a fine bunch of reubens
Oh, what a jay atmosphere
They have whiskers like hay
And imagine Broadway
Only forty-five minutes from here